# Teleutia
Teleutia (in greco antico: Τελευτίας?, Teleutìas; Sparta, fine V secolo a.C. – 381 a.C.) è stato un ammiraglio spartano, fratello del re di Sparta Agesilao II.

## Biografia

### A Rodi
Teleutia fu nominato comandante della flotta spartana nel 393 a.C., durante la guerra di Corinto. Nello stesso anno, nella veste di navarco, riprese il controllo del golfo di Corinto, sottraendolo ai Corinzi, e navigò fino al Lecheo, dove agì in collaborazione con l'esercito terrestre di Agesilao e catturò molte navi nemiche.
Nel 390 a.C. fu inviato in Asia per sostituire Ecdico come ammiraglio. Al suo arrivo a Samo aggiunse alcune navi alla sua flotta, quindi si recò a Cnido, dove ricevette la flotta di Ecdico, e poi procedette verso Rodi. Durante il viaggio si imbatté negli Ateniesi e catturò loro dieci triremi che erano in viaggio verso Cipro sotto il comando di Filocrate per aiutare Evagora I contro il re di Persia. Allora gli Ateniesi inviarono Trasibulo, con quaranta navi, contro Teleutia, per aiutare il partito democratico a Rodi, ma Trasibulo, al suo arrivo in quell'isola, capì che i suoi amici non erano abbastanza forti da riuscire a liberarsi senza il suo aiuto, mentre lui non poteva fare molto contro l'altro partito, che era aiutato dagli Spartani; procedette quindi verso l'Ellesponto.

### Ad Egina
Teleutia, a differenza di Trasibulo, rimase a sud, dove, nel 388 a.C., portò efficacemente assistenza agli Egineti, che erano infastiditi dal contingente ateniese comandato da Panfilo che si era stabilito sull'isola, mentre la flotta ateniese presidiava la costa. Qui gli Spartani avevano ottenuto diverse sconfitte e gli Ateniesi, vedendoli demoralizzati, avevano allentato un po' la guardia.
Prima dell'attacco diretto ad Egina, Teleutia, piombando di sorpresa, attaccò il Pireo, catturando un sostanzioso bottino, impresa che risollevò il morale delle truppe. Quindi cacciò le navi nemiche da Egina, ma Panfilo continuò a resistere, e poco dopo Teleutia venne sostituito da Ierace, anche se i soldati lo preferivano a quest'ultimo e gli mostrarono molto affetto al momento della sua partenza.

### Spedizione contro Olinto e morte
Nel 382 a.C. Teleutia fu messo a capo di un contingente di circa 10000 uomini per una spedizione contro Olinto, nella Grecia nord-orientale, e gli alleati di Sparta predisposero le truppe con zelo sapendo della sua popolarità e fama.
Egli ottenne inoltre l'assistenza di Aminta II, re di Macedonia, e di Derda, principe di Elimia; da quest'ultimo ricevette preziosi aiuti, che gli fecero ottenere una prima vittoria presso le mura della città.
Non ottenne, però, nessun altro risultato nella sua prima campagna, mentre nell'anno seguente, il 381 a.C., nell'ultimo suo anno di vita, la sua reputazione di buon generale si sminuì: essendo stato distrutto un corpo di suoi peltasti, e il loro comandante ucciso dalla cavalleria di Olinto, Teleutia perse la calma, e, facendo avanzare tutto il suo esercito alla carica, si spinse troppo vicino alle mura della città e alla portata dei proiettili del nemico.
I suoi uomini di conseguenza caddero nella confusione, quindi gli Olinti effettuarono una sortita in cui Teleutia fu ucciso e annientarono il suo esercito.